# Sallinger (Koltès)
Pour les articles homonymes, voir Salinger.
 (janvier 2018).
Si vous disposez d'ouvrages ou d'articles de référence ou si vous connaissez des sites web de qualité traitant du thème abordé ici, merci de compléter l'article en donnant les références utiles à sa vérifiabilité et en les liant à la section « Notes et références ».
Sallinger est une pièce de théâtre, écrite par Bernard-Marie Koltès en 1977, ayant paru à titre posthume en 1995 aux Éditions de Minuit.
Très librement inspirée par les thèmes de l’œuvre de J. D. Salinger, auteur du roman L'Attrape-cœurs, le texte correspond à une commande de Bruno Boeglin, qui met en scène la pièce en 1978 à Lyon. Il est inscrit dans un registre tragique et pathétique.

## Résumé
New York, 1964. Un jeune homme, le Rouquin, refuse de partir pour la guerre du Vietnam et se suicide à New York. Son souvenir va alors hanter ses proches qui vont se disputer sa mémoire.

## Édition
Bernard-Marie Koltès, Sallinger, Paris, Éditions de Minuit, 1995, 128 p. (ISBN 9782707319197)